# رينولدزبورغ
رينولدزبورغ (أوهايو) (بالإنجليزية: Reynoldsburg, Ohio)‏ هي مدينة تقع في الولايات المتحدة في أوهايو. يقدر عدد سكانها بـ 35,893 نسمة ومساحتها 29.11 كم2 وترتفع عن سطح البحر 268 متر.

## التركيبة السكانية
قام مكتب تعداد الولايات المتحدة بتحديد بيانات التركيبة السكانية لرينولدزبورغفي تعداد الولايات المتحدة. في ما يلي، التركيبة السكانية حسب تعدادي 2000 و2010.

### تعداد عام 2000
بلغ عدد سكان رينولدزبورغ 32,069 نسمة بحسب تعداد عام 2000، وبلغ عدد الأسر 12,849 أسرة وعدد العائلات 8,801 عائلة مقيمة في المدينة.
وتوزع التركيب العرقي للمدينة بنسبة 85.01% من البيض و 1.07% من الأمريكيين الأصليين و 1.69% من الأمريكيين ذوي الأصول الآسيوية و 0.05% من سكان جزر المحيط الهادئ و 10.44% من الأمريكيين الأفارقة و 1.81% من عرقين مختلطين أو أكثر.
بلغ عدد الأسر 11,109 أسرة كانت نسبة 34.8% منها لديها أطفال تحت سن الثامنة عشر تعيش معهم، وبلغت نسبة الأزواج القاطنين مع بعضهم البعض 52.8% من أصل المجموع الكلي للأسر، ونسبة 12.3% من الأسر كان لديها معيلات من الإناث دون وجود شريك، وكانت نسبة 31.5% من غير العائلات. تألفت نسبة 25.8% من أصل جميع الأسر من أفراد ونسبة 7.2% كانوا يعيش معهم شخص وحيد يبلغ من العمر 65 عاماً فما فوق. وبلغ متوسط حجم الأسرة المعيشية 3.01، أما متوسط حجم العائلات فبلغ 2.49.
بلغ العمر الوسطي للسكان 35 عاماً. وكانت نسبة 26.6% من القاطنين تحت سن الثامنة عشر، وكانت نسبة 8.0% بين الثامنة عشر والأربعة وعشرون عاماً، ونسبة 31.9% كانت واقعةً في الفئة العمرية ما بين الخامسة والعشرون حتى والأربعة وأربعون عاماً، ونسبة 23.4% كانت ما بين الخامسة والأربعون حتى الرابعة والستون، ونسبة 10.1% كانت ضمن فئة الخامسة والستون عاماً فما فوق. يوجد لكل 100 أنثى 91.0 ذكر، ويوجد لكل 100 أنثى في الثامنة عشر من عمرها فما فوق 87.0 ذكر.
بلغ متوسط دخل الأسرة في المدينة 51,108 دولار، أما متوسط دخل العائلة فبلغ 60,183 دولار. وكان متوسط دخل الذكور 40,608 دولار مقابل 30,448 دولار للإناث. وسجل دخل الفرد الخاص بالمدينة 23,388 دولار. وكانت نسبة 4.4% من العائلات ونسبة 5.5% من السكان تحت خط الفقر، وكان من هؤلاء نسبة 7.9% تحت سن الثامنة عشر ونسبة 4.4% في الخامسة والستين من العمر وما فوق.

### تعداد عام 2010
بلغ عدد سكان رينولدزبورغ 35,893 نسمة بحسب تعداد عام 2010، وبلغ عدد الأسر 14,387 أسرة وعدد العائلات 9,550 عائلة مقيمة في المدينة. في حين سجلت الكثافة السكانية 3,216.2 نسمة لكل ميل مربع (1,241.8/كم2). وبلغ عدد الوحدات السكنية 15,611 وحدة بمتوسط كثافة قدره 1,398.8 لكل ميل مربع (540.1/كم2).
وتوزع التركيب العرقي للمدينة بنسبة 69.7% من البيض و 0.2% من الأمريكيين الأصليين و 1.8% من الأمريكيين ذوي الأصول الآسيوية و 0.1% من سكان جزر المحيط الهادئ و 23.3% من الأمريكيين الأفارقة و 3.5% من عرقين مختلطين أو أكثر.
بلغ عدد الأسر 14,387 أسرة كانت نسبة 35.3% منها لديها أطفال تحت سن الثامنة عشر تعيش معهم، وبلغت نسبة الأزواج القاطنين مع بعضهم البعض 45.8% من أصل المجموع الكلي للأسر، ونسبة 15.9% من الأسر كان لديها معيلات من الإناث دون وجود شريك، بينما كانت نسبة 4.7% من الأسر لديها معيلون من الذكور دون وجود شريكة وكانت نسبة 33.6% من غير العائلات. تألفت نسبة 28.0% من أصل جميع الأسر من أفراد ونسبة 9.3% كانوا يعيش معهم شخص وحيد يبلغ من العمر 65 عاماً فما فوق. وبلغ متوسط حجم الأسرة المعيشية 3.06، أما متوسط حجم العائلات فبلغ 2.49.
بلغ العمر الوسطي للسكان 37.3 عاماً. وكانت نسبة 26.3% من القاطنين تحت سن الثامنة عشر، وكانت نسبة 8.1% بين الثامنة عشر والأربعة وعشرون عاماً، ونسبة 26.8% كانت واقعةً في الفئة العمرية ما بين الخامسة والعشرون حتى والأربعة وأربعون عاماً، ونسبة 27.3% كانت ما بين الخامسة والأربعون حتى الرابعة والستون، ونسبة 11.6% كانت ضمن فئة الخامسة والستون عاماً فما فوق. وتوزع التركيب الجنسي للسكان بنسبة 47.4% ذكور و52.6% إناث.